# Мадера (Чиуауа)
Мадера (исп. Madera) — город в Мексике, штат Чиуауа, входит в состав одноимённого муниципалитета и является его административным центром. Численность населения, по данным переписи 2010 года, составила 15 447 человек.

## История
Поселение было основано в 1741 году Кристобалем Родригесом как рабочий посёлок при руднике Гуайнопа. В 1907 году через поселением была проложена железная дорога и открыт вокзал.
18 февраля 1925 года поселение было переименовано в Madera, что с испанского языка можно перевести как древесина, в знак того, что поселение стало центром по деревозаготовке и деревообработке
.